# Поттхаст, Хедвиг
Хедвиг Поттхаст (нем. Hedwig Potthast; 5 февраля 1912, Кёльн, Германская империя — 22 сентября 1994, Баден-Баден, Германия) — личный секретарь и любовница рейхсфюрера СС Генриха Гиммлера, от которого у неё было двое детей.

## Биография

### Ранние годы
Хедвиг Поттхаст родилась 5 февраля 1912 года в Кёльне (Северный Рейн-Вестфалия) в семье местного предпринимателя. Сдав экзамены по окончании средней школы, она поступила на курсы секретаря со знанием иностранных языков. К концу своего обучения в 1928 году Поттхаст уже работала в Кобленце.

### Отношения с Гиммлером
Через Курта барона фон Шрёдера, одного из основателей «Круга друзей рейхсфюрера СС», Хедвиг Поттхаст познакомилась с рейхсфюрером СС Генрихом Гиммлером. В 1934 году она работала в штаб-квартире Гестапо на Принц-Альбрехт-штрассе в Берлине. С начала 1936 года до начала 1941 года Поттхаст была личным секретарём Гиммлера, в зону её особой ответственности входила деятельность Гиммлера в области меценатства и вручения наград.

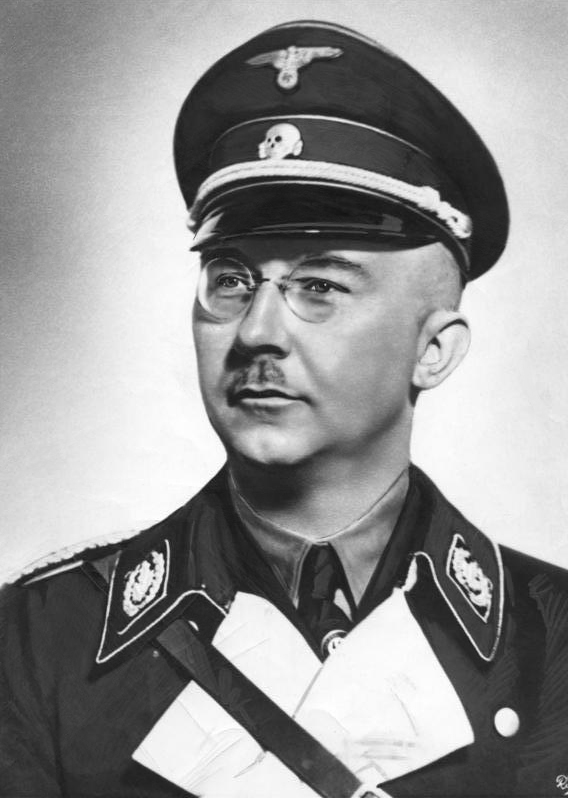
Генрих Гиммлер

Гиммлер и Поттхаст признались друг другу в любви на Рождество 1938 года. Поначалу они пытались сохранить между собой платонические отношения, но впоследствии всё равно стали любовниками. Маргарет Гиммлер, супруга Гиммлера с 1928 года и мать дочери от него, узнала об их отношениях в феврале 1941 года, пережив унижение и горечь. Родители же Поттхаст крайне негативно отнеслись к внебрачным отношениям своей дочери. Поттхаст сначала поселилась в Груневальде, а с 1943 года жила в Брюкентине, недалеко от поместья Освальда Поля, поскольку была подругой его жены Элеоноры. Лина Гейдрих, жена Рейнхарда Гейдриха, правой руки Гиммлера, и Герда Борман, супруга Мартина Бормана, также считались её подругами. Позднее Поттхаст проживала в Берхтесгадене (Бавария).
У Поттхаст было двое детей от Гиммлера: сын Хельге, родившийся 15 февраля 1942 года в санатории Хоэнлихен, и дочь Нанетт-Доротея, появившаяся на свет 20 июля 1944 года в Берхтесгадене. В том же году Гиммлер занял 80 000 рейхсмарок в Канцелярии нацистской партии и возвёл дом для Поттхаст близ Берхтесгадена.
Сохранилось мало сведений о характере отношений между Гиммлером и Поттхаст. Любовники, скорее всего, виделись нечасто из-за занятости Гиммлера и перемещений его по многочисленным кабинетам. Предположительно, ни Поттхаст, ни жена Гиммлера не были осведомлены о его «секретной работе», его участии в «окончательном решении еврейского вопроса», то есть геноциде евреев. Отношения Поттхаст с Гиммлером прервались в начале 1945 года, последний раз они виделись в середине марта, после чего ежедневно перезванивались до 19 апреля.

### Послевоенные годы
После окончания Второй мировой войны в Европе Поттхаст пребывала в Ахензе, в Австрии, и, узнав по радио о смерти Гиммлера 23 мая 1945 года, скрылась, временно проживая с Элеонорой Поль в Розенхайме (Верхняя Бавария). В июне-июле того же года она была арестована там представителями армии США, её допрашивали в течение нескольких дней в Мюнхене. Маргарет и Гудрун, её дочь от Гиммлера, узнали о существовании детей Поттхаст только после войны. Когда Маргарет попыталась вступить с ними в контакт, Поттхаст воспрепятствовала этому. Она жила в Тайссендорфе и поддерживала связь с семьёй Гебхарда, старшего брата Гиммлера, а также Карла Вольфа, бывшего близкого доверенного лица Гиммлера, до 1950-х годов.
Впоследствии Поттхаст вышла замуж и взяла фамилию мужа. Её сын всю жизнь боролся с болезнями и оставался при ней, а дочь стала врачом. В интервью 1987 года бывшему редактору издания «Der Spiegel» Петеру-Фердинанду Коху Поттхаст утверждала о своей неосведомлённости о преступлениях Гиммлера. Она умерла 22 сентября 1994 года в возрасте 82 лет в Баден-Бадене (Баден-Вюртемберг).